# 水橋小池
水橋小池（みずはしこいけ）は、富山県富山市の町名である。水橋東部地区センターが所在している。

## 特徴
富山平野の富山低地に位置している。

## 施設
- 水橋東部地区センター

## 教育
- 水橋東部保育園

## 交通
- 水橋ふれあいコミュニティバス-東部小学校前バス停

## 参考出典
『富山県の地名』平凡社